# Campeonato Norueguês de Futebol de 1989 — 1.ª Divisão Masculina
A primeira divisão norueguesa masculina de 1989 teve início em 29 de Abril e encerrou-se em 8 de Outubro. O campeão foi o Lillestrøm.
Os dois últimos são despromovidos, o décimo colocado disputa uma série de repescagens com duas equipes da segunda divisão.

## Classificação final
| Pos. | Equipe      | J  | V  | E | D  | GM | GS   | Pts. |
| ---- | ----------- | -- | -- | - | -- | -- | ---- | ---- |
| 1    | Lillestrøm  | 22 | 16 | 4 | 2  | 31 | - 13 | 52   |
| 2    | Rosenborg   | 22 | 13 | 5 | 4  | 56 | - 29 | 44   |
| 3    | Tromsø      | 22 | 11 | 4 | 7  | 36 | - 25 | 37   |
| 4    | Molde       | 22 | 11 | 4 | 7  | 40 | - 32 | 37   |
| 5    | Kongsvinger | 22 | 10 | 4 | 8  | 34 | - 25 | 34   |
| 6    | Viking      | 22 | 9  | 4 | 9  | 36 | - 33 | 31   |
| 7    | Brann       | 22 | 9  | 3 | 10 | 28 | - 31 | 30   |
| 8    | Moss        | 22 | 7  | 5 | 10 | 35 | - 36 | 26   |
| 9    | Start       | 22 | 5  | 8 | 9  | 26 | - 34 | 23   |
| 10   | Vålerenga   | 22 | 7  | 2 | 13 | 29 | - 52 | 23   |
| 11   | Sogndal     | 22 | 4  | 6 | 12 | 31 | - 45 | 18   |
| 12   | Mjølner     | 22 | 4  | 3 | 15 | 23 | - 50 | 15   |

## Repescagem
- 15 de Outobro: Vålerenga 1–0 Djerv 1919
- 18 de Outubro: Djerv 1919 2–0 Hamarkameratene
- 21 de Outubro: Hamarkameratene 2–2 Vålerenga

### Classificação final
| Pos. | Equipe          | J | V | E | D | GM | GS  | Pts. |
| ---- | --------------- | - | - | - | - | -- | --- | ---- |
| 1    | Vålerenga       | 2 | 1 | 1 | 0 | 3  | – 2 | 4    |
| 2    | Djerv 1919      | 2 | 1 | 0 | 1 | 2  | – 1 | 3    |
| 3    | Hamarkameratene | 2 | 0 | 1 | 1 | 2  | – 4 | 1    |